# Cyrkwiszte
Cyrkwiszte (bułg. Църквище) – wieś w Zachodniej Bułgarii, w gminie Złatica, w obwodzie sofijskim. Według spisu z 2005 roku, zamieszkiwana przez 293 mieszkańców.